# Кузьмин-Короваев, Аглай Дмитриевич
Агла́й (Алексе́й) Дми́триевич Кузьми́н-Корова́ев (Кузьмин-Караваев; 1864—1918) — генерал-лейтенант, начальник 1-й Донской и 1-й Кубанской казачьих дивизий.

## Биография
Православный. Из старинного дворянского рода Кузьминых-Короваевых, сын генерал-лейтенанта Дмитрия Николаевича Кузьмина-Караваева (1818—1883) и Марии Христиановны (Христофоровны) Бушен (1828—1883), брат гласного Гос. Думы В. Д. Кузьмина-Караваева и генерала от артиллерии Д. Д. Кузьмина-Караваева.
Окончил Пажеский корпус (1882), выпущен из камер-пажей в подпоручики 1-й полевой конно-артиллерийской батареи. Позднее был переведен в гвардейскую конно-артиллерийскую бригаду.
Чины: прапорщик (1883), подпоручик гвардии (1884), поручик (1886), штабс-капитан гвардии с переименованием в капитаны ГШ (1891), подполковник (1896), полковник (за отличие, 1900), генерал-майор (за отличие, 1907), генерал-лейтенант (за отличие, 1914).
В 1891 году окончил Николаевскую академию Генерального штаба по 1-му разряду. По окончании академии состоял обер-офицером для особых поручений при штабе 3-го армейского корпуса (1891—1896) и штаб-офицером для особых поручений при штабе 4-го армейского корпуса (1896—1899).
В 1899—1904 годах был начальником штаба 2-го округа Отдельного корпуса пограничной стражи. Командовал 50-м драгунским Иркутским полком (1904—1906), состоял генерал-квартирмейстером Иркутского военного округа (1906—1910). Затем командовал 1-й бригадой 5-й кавалерийской дивизии (1910—1914).
18 июля 1914 года назначен начальником 1-й Донской казачьей дивизии, с которой вступил в Первую мировую войну. 15 августа 1914 года отчислен в резерв чинов при штабе Киевского военного округа. 3 августа 1915 года назначен начальником 1-й Кубанской казачьей дивизии. 18 апреля 1917 года был отчислен в резерв чинов при штабе Минского военного округа, а 17 августа — уволен от службы по болезни с мундиром и пенсией.
В 1918 году был расстрелян большевиками в своем имении центр. России, где находился на нелегальном положении.
По воспоминаниям родственницы, А. Д. Бушен, генерал Кузьмин-Караваев был убит в бессарабском имении свояченицы «людьми в кожаных куртках», пришедшими экспроприировать поместье. Жену, Анастасию Андреевну Селиванову, и детей спас местный крестьянин, который посадил их в телегу, прикрыл сеном и доставил на ближайшую железнодорожную станцию.

## Награды
- Орден Святого Станислава 3-й ст. (1895);
- Орден Святой Анны 3-й ст. (1899);
- Орден Святого Станислава 2-й ст. (1903);
- Орден Святой Анны 2-й ст. (1906);
- Орден Святого Владимира 3-й ст. (6.12.1909);
- Орден Святого Станислава 1-й ст. (6.12.1912);
- Орден Святой Анны 1-й ст. (ВП 05.04.1915);
- мечи к ордену Святой Анны 1-й ст. (ВП 13.04.1916).